# Geodia obscura
Geodia obscura är en svampdjursart som beskrevs av Thiele 1898. Isops obscura ingår i släktet Geodia och familjen Geodiidae.
Artens utbredningsområde är havet kring Japan. Inga underarter finns listade i Catalogue of Life.